# Guy Luypaerts
Guy Luypaerts, né le 29 septembre 1917 dans le 17e arrondissement de Paris et mort le 19 septembre 2015 à Bry-sur-Marne (Val-de-Marne), est un compositeur, chef d'orchestre et pianiste de jazz français. Il est notamment connu pour avoir dirigé l'enregistrement de La Vie en rose en 1946.

## Biographie
Né en 1917 à Paris, Guy Georges Luypaerts est le père du compositeur, professeur de musique, chef d'orchestre et flûtiste Guy-Claude Luypaerts.
Il meurt, à l'âge de 97 ans, le 19 septembre 2015 à Bry-sur-Marne et est inhumé au cimetière parisien de Saint-Ouen (division 21).

## Carrière
Guy Luypaerts travaille avant la Seconde Guerre mondiale comme pianiste de jazz. Pendant la guerre, il travaille au théâtre de l'armée et devient accompagnateur musical de Charles Trenet. En 1940, il écrit également sa première chanson intitulée Pic... pic... / Près de toi mon amour, que Charles Trenet enregistre. Pendant ce temps, il accompagne également des orchestres lors d'enregistrements. En 1940, lors de l'occupation de la zone sud, il fonde un orchestre à Toulouse et accompagne les festivités dans le pavillon de musique du Plaza. Il y rencontre Jo Bouillon et devient son arrangeur. À Marseille, il écrit sur la nappe d'un restaurant l'œuvre Métamorphose, qui deviendra plus tard l'une de ses plus belles mélodies. Il est interprété par Camille Maurane, professeur de chant au Conservatoire national supérieur de musique et de danse de Paris. La même année, il compose également Monde.
Il réalise des enregistrements pour le label Polydor et accompagne Édith Piaf pour ses récitals et ses enregistrements. Il développe un style et une manière d'orchestrer très personnels. Il collabore aussi avec Georges Ulmer pour un succès international : Pigalle.
Après la libération, il est sollicité par M. Bervily de la Radiodiffusion-télévision française (RTF), pour écrire et diriger des œuvres et des arrangements pour une série d'émissions intitulée Musique symphonique légère pour un orchestre de cinquante musiciens. Entre-temps, il est devenu célèbre et, deux ans plus tard, il entame une longue tournée à l'étranger. Pour le label "Capitol", il enregistre quatre albums de musique de George Gershwin, Richard Rodgers, Irving Berlin et Cole Porter dans une série avec le titre respectif Portraits symphoniques de ....
Grisé par ce succès, il revient en France en 1950 et donne un récital avec l'aide de la RTF au palais de Chaillot puis toute une série de concerts à l'étranger, par exemple deux concerts avec l'orchestre symphonique de Monte-Carlo, trente-trois concerts avec l'orchestre national de Belgique et l'orchestre du théâtre royal de la Monnaie à Bruxelles, six concerts au théâtre de la Gaîté-Lyrique avec un orchestre spécial, composé de musiciens connus tels que Maurice André, Maurice Suzan, etc., trois concerts à la radio-télévision belge de la Communauté française (RTBF), deux concerts à l'Opéra de Lille et deux concerts au théâtre du Capitole de Toulouse avec Daniël Wayenberg en soliste. Il est invité par Jean Martinon à diriger la première partie du concert, le 8 mars 1952 lors des concerts Lamoureux. Radio Stockholm l'a invité pour deux concerts.
En 1944, il compose la musique du film Étoile sans lumière, avec Édith Piaf, entre autres ; c'est le début d'une série de trente-neuf films pour la télévision américaine. En 1971, il fonde l'orchestre symphonique de musique légère (association loi de 1901) et organise des concerts en banlieue parisienne. Il accompagne à nouveau les performances de Charles Trenet et enregistre avec lui, en 1946, le titre La Mer face à une nouvelle orchestration. En 1976, il remporte le Castlebar International Song Contest avec son titre Jeux de Dames ; pendant le concours, il a dirigé l'orchestre de Dublin. Un an plus tard, il remporte le 1er prix de la section Light Music avec le titre Seagulls également à Castlebar.
En 1987, il reçoit le prix dans la catégorie musique symphonique légère de la Société des auteurs, compositeurs et éditeurs de musique (SACEM).